# Korzeniówka (roślina)

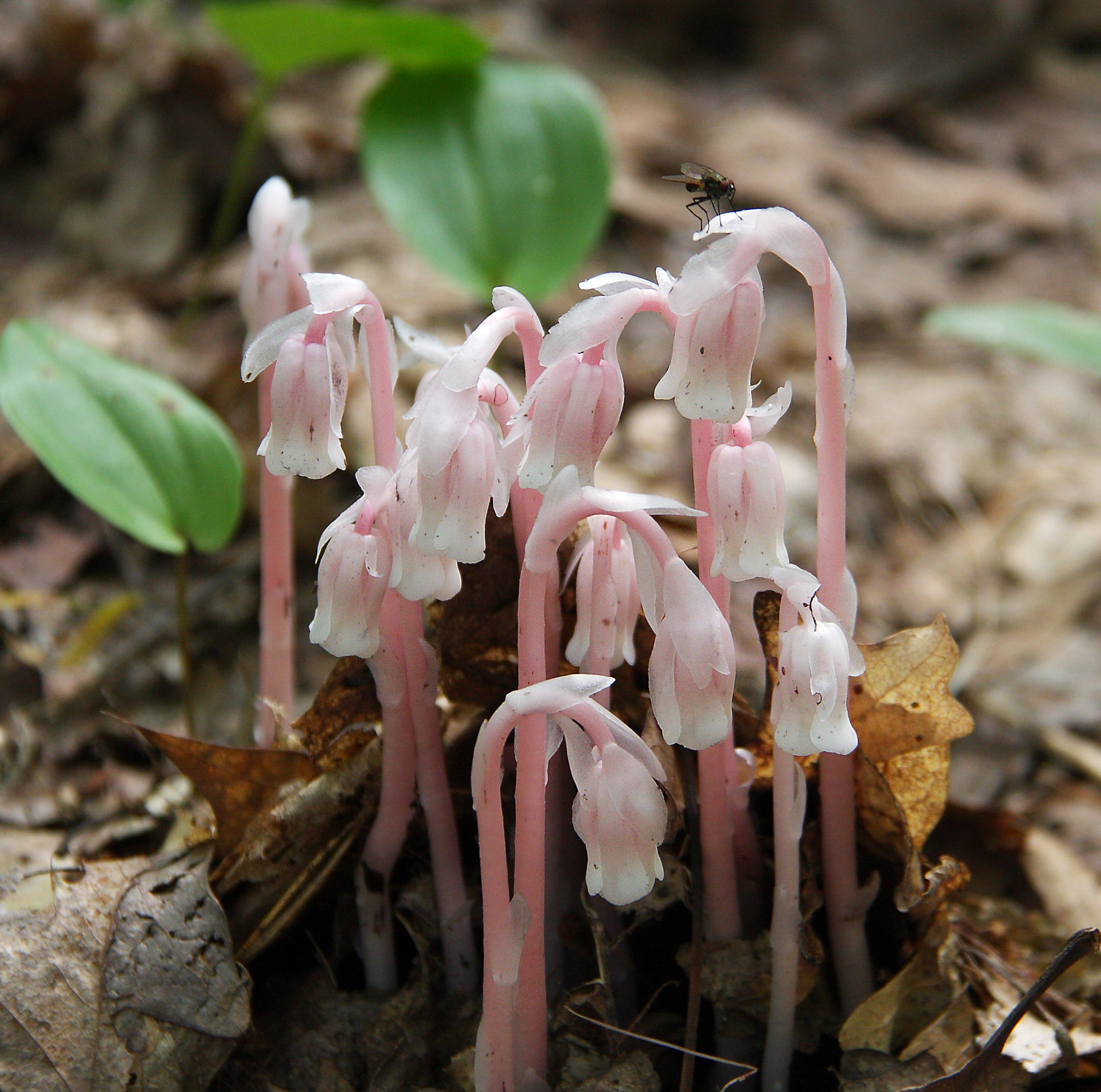
Monotropa uniflora

Korzeniówka (Monotropa L.) – rodzaj roślin należących do rodziny wrzosowatych (Ericaceae). W zależności od ujęcia zalicza się tu tylko dwa zmienne i szeroko ujmowane gatunki, ewentualnie dzieli się je na 4 lub 5 gatunków. Rośliny te występują w Europie, Azji, Ameryce Północnej i w północnej części Ameryki Południowej. W Polsce w zależności od ujęcia rośnie jeden zmienny gatunek – korzeniówka pospolita M. hypopitys, ew. wyróżnia się także drugi – korzeniówkę mniejszą M. hypophegea. Są to byliny pozbawione chlorofili, pozyskujące substancje pokarmowe z grzybów, na których pasożytują – są myko-heterotrofami. Liczba chromosomów n = 16, 24, 48.

## Morfologia
PokrójPęd białawy, bladożółtawy lub różowawy, na szczycie przewisający, podnosi się w czasie owocowania i wówczas brunatnieje. Osiąga do 30 cm wysokości.
LiścieBrak lub zredukowane, łuskowate.
KwiatyPojedyncze (M. uniflora) lub skupione po kilka w zwisającym gronie. Kwiaty są promieniste, dzwonkowate, opatrzone łuskowatą przysadką. Posiadają 4–5 działek kielicha przytulonych do 3–6 płatków korony. Pręciki w liczbie od 8 do 12 ułożone w dwóch okółkach różnej długości. Pylniki otwierają się podłużną szparą. Zalążnia z 5 zalążkami lub z licznymi zalążkami. Szyjka słupka ze znamieniem niepodzielonym. Na dnie kwiatu występuje tarczka z 8–10 gruczołami.
OwocProsto wzniesiona, owalna torebka. Listki okwiatu szybko opadają po przekwitnięciu. Nasiona liczne, drobne.

## Systematyka
Pozycja systematyczna
Jeden z kilku rodzajów z plemienia Monotropeae z podrodziny Monotropoideae Arnott (syn. Hypopityaceae Link, Monotropaceae Nuttall, nom. cons., Pyrolaceae Lindley, nom. cons.) w obrębie rodziny wrzosowatych Ericaceae Jussieu z rzędu wrzosowców Ericales Dumortier.
Podział rodzaju
Wciąż dyskusyjny jest problem podziału tego rodzaju. Opisywane drobne gatunki różniące się stopniem omszenia pędu, liczbą kwiatów i liczbą listków okwiatu są kwestionowane ze względu na wielką zmienność tych cech nawet na pojedynczych roślinach. Właśnie tego typu różnice są tymczasem podstawą rozróżniania obu gatunków podawanych z Polski, alternatywnie ujmowanych jako podgatunki lub pozbawianych rangi taksonomicznej. Z drugiej strony istnieją doniesienia wskazujące na istnienie gatunków kryptycznych w obrębie Monotropa hypopitys oraz na parafiletyczny charakter tradycyjnego ujęcia rodzaju, co oznacza konieczność poszerzenia go o niektóre ze spokrewnionych, monotypowych rodzajów z plemienia Monotropeae. W Azji i Ameryce Północnej wyróżnia się albo jeden szeroko ujmowany gatunek Monotropa uniflora, albo do rangi osobnych gatunków podnosi się jego odmiany występujące w południowej części Ameryki Północnej.
Wykaz gatunków
- Monotropa brittonii Small
- Monotropa coccinea Zucc.
- Monotropa hypopitys L. – korzeniówka pospolita (ew. także: Monotropa hypophegea Wallr. – korzeniówka mniejsza)[6]
- Monotropa uniflora L.